# Jean-Pierre Serre

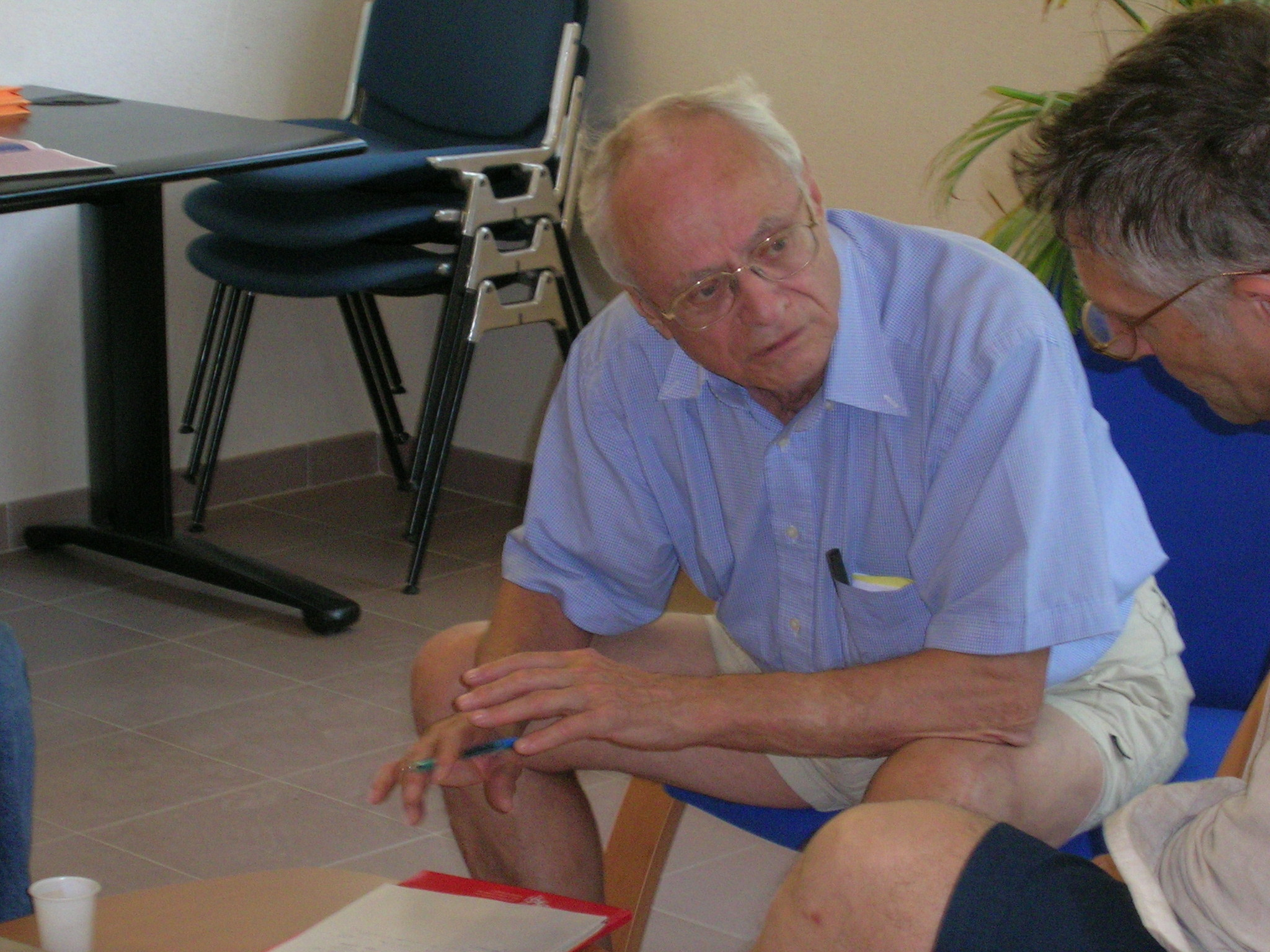
Jean-Pierre Serre in 2007

Jean-Pierre Serre (Bages, 15 september 1926) is een Frans wiskundige. 
Na opgegroeid te zijn in Zuid-Frankrijk studeerde hij van 1945 en 1948 aan het École normale supérieure in Parijs. Hij promoveerde in 1951 aldaar aan de Sorbonne. Zijn onderzoek besloeg aanvankelijk vooral de algebraïsche topologie, maar later ging hij  bijdragen aan vooral de getaltheorie, de algebraïsche meetkunde en de K-theorie. Van laatstgenoemd vakgebied wordt hij als grondlegger beschouwd. Vooral zijn samenwerking met Alexander Grothendieck in de jaren '50 en '60 wordt als zeer vruchtbaar beschouwd. Diverse door Serre geboekte resultaten zouden uiteindelijk helpen bij Wiles' bewijs van de laatste stelling van Fermat in 1994.
Serre kreeg in 1954 op 28-jarige leeftijd de prestigieuze Fields-medaille toegekend voor
"bereikte belangrijke resultaten over de homotopiegroepen van sferen, in het bijzonder met zijn gebruik van de methode van de spectrale sequenties. Herformuleerde en breidde uit enkele van de voornaamste resultaten van de theorie van complexe veranderlijken in termen van schoventheorie."
In 1985 kreeg hij de internationale Balzan Prijs, die voor culturele, wetenschappelijke en humanitaire prestaties wordt toegekend. In 2003 was hij de eerste winnaar van de Abelprijs, een onderscheiding die onderstreept dat Serre algemeen als een van de grootste wiskundigen van de 20e eeuw wordt beschouwd. De jury gaf de prijs
"voor het spelen van een sleutelrol in het vormgeven van de moderne vorm van vele delen van wiskunde, met inbegrip van topologie, algebraïsche meetkunde en getaltheorie."
Een van zijn promovendi is de Nederlandse hoogleraar wiskunde Frans Oort.